# Бен, Афра
А́фра Бен (англ. Aphra Behn; 10 июля 1640 — 16 апреля 1689) — английская романистка и драматург, один из крупнейших авторов эпохи Реставрации. Считается первой профессиональной писательницей в истории Англии.

## Биография
Сведения о жизни Афры Бен довольно скупы, противоречивы и не во всём достоверны. Родилась в селении Уай близ Кентербери (графство Кент); дочь цирюльника Бартоломью Джонстона. События её молодости практически неизвестны; есть косвенные сведения, что она получила католическое воспитание и даже собиралась стать монахиней. Предполагается, что в 1663 году Афра побывала на английской сахарной плантации на реке Суринам, где, по собственному заявлению, долго общалась с чернокожим невольником знатного происхождения, чья история впоследствии легла в основу романа «Оруноко, или Царственный раб» (Oroonoko, or the Royal Slave).
Вернувшись в Англию, Афра вышла замуж за Йохана Бена, жившего в Лондоне купца немецкого или голландского происхождения. Брак просуществовал лишь несколько лет. По-видимому, он был фиктивным, служившим для упрочения положения в обществе и для благопристойной маскировки её бисексуальных наклонностей (Афра признавалась в любви как к мужчинам, так и к женщинам, и в её произведениях рассыпано немало подобных намёков). 
К 1666 году Афра, на фоне Английской революции остававшаяся твёрдой роялисткой и сторонницей Стюартов, добилась влияния при дворе, выполняла секретные поручения Карла II в Антверпене во время англо-голландской войны; в тайной переписке пользовалась именем Астрея, ставшее затем её литературным псевдонимом. Тайная служба не принесла ей дохода: король постоянно задерживал плату за шпионские услуги, так что Афре Бен пришлось некоторое время провести в долговой тюрьме.
В 1669 году, после того как неизвестное лицо оплатило её долги, Афра Бен начала деятельность профессиональной писательницы. Пользуясь связями с лондонскими писателями и драматургами, она быстро завоевала успех как автор любовных повестей, театральных пьес, романов, стихотворений. Многие из её пьес проникнуты, в духе литературы времён Реставрации, откровенной эротикой; некоторые являются переделками более ранних сочинений. Большую славу её принесли прозаические сочинения: сатирические и любовные новеллы, романы «Любовная переписка дворянина и его сестры» (Love-Letters Between a Nobleman and His Sister, 1684) и «Оруноко» (1688), считающийся вершиной её творчества. 
Главный герой этого произведения, развивающего традиции галантного романа и называемого в ряду первых англоязычных романов, — негритянский принц Оруноко, отправляющийся в Новый Свет на поиски проданной в рабство возлюбленной Имоинды и ради любви к ней сам становящийся невольником (вернее, обманом вывезенный работорговцами). Не вынеся жестокого обращения, он поднимает восстание рабов, во время которого Имоинда гибнет от его собственной руки, чтобы не допустить расправы над ней врагов. Схваченный рабовладельцами, Оруноко подвергается нечеловеческим пыткам (которые переносит со стоическим спокойствием) и умирает. Образ Оруноко считается одним из ранних образцов «благородного дикаря» в европейской литературе.
Афра Бен скончалась 16 апреля 1689 года и была похоронена в Вестминстерском аббатстве.

## Критические отзывы
Одним из первых критиков Афры Бен был крупнейший поэт своего времени Александр Поуп, считавший её творчество легковесным. До начала XX века её творчество пребывало в полузабвении, пока в 1913 году не вышло собрание сочинений Афры Бен, подготовленное Монтегю Саммерсом. С этого момента популярность её произведений начинает стремительно нарастать, особенно благодаря крайне высоко ставившей их Вирджинии Вулф; по её словам, Афра Бен «добилась для женщин права выражать свои мысли». Начиная с 1960-х годов интерес к её творчеству переживает настоящий бум; её произведениям посвящается огромное количество работ, они изучаются в университетах и признаются классикой английской литературы. Особое внимание к Афре Бен демонстрируют критики и писательницы феминистских взглядов. Наиболее популярным объектом исследований и критических интерпретаций стал роман «Оруноко», где выделяют темы рабства, расы и колониализма.